# اخبار مسکو

جلد اخبار مسکو سال ۱۹۷۹

اخبار مسکو از سال ۱۹۳۰ آغاز به انتشار کرد و قدیمی‌ترین روزنامه به زبان انگلیسی در روسیه است. در تاریخ ۲۳ ژانویه ۲۰۱۴ چاپِ کاغذیِ آن به دستور مدیریت متوقف شد.
این روزنامه به‌وسیلهٔ سوسیالیستِ آمریکایی آنا لوییز استرانگ پایه‌گذاری شد و به‌وسیلهٔ رهبر کمونیستِ شوروی ژوزف استالین گسترش یافت و به روزنامه‌ای بین‌المللی با هدفِ گسترشِ سوسیالیزم تبدیل شد و سپس به زبانهای زبان آلمانی، زبان اسپانیایی، زبان عربی و زبان فنلاندی به چاپ رسید.
چاپِ این روزنامه در سال ۱۹۴۹ و با دستگیریِ سردبیرِ آن میخاییل بورودین متوقف شد و بورودین نیز در اسارت در کمپِ گولاگ جان داد. سپس دوباره در ۴ ژانویه ۱۹۵۶ با سرپرستیِ حزب کمونیست اتحاد شوروی بازنشر شد.